# Znamenskoje, Tjetjenien

Znamenskoje (ryska Знаменское, tyska Snamenskoje) är en ort i Tjetjenien i Ryssland. Folkmängden uppgick till 11 233 invånare i början av 2015.

## Galleri

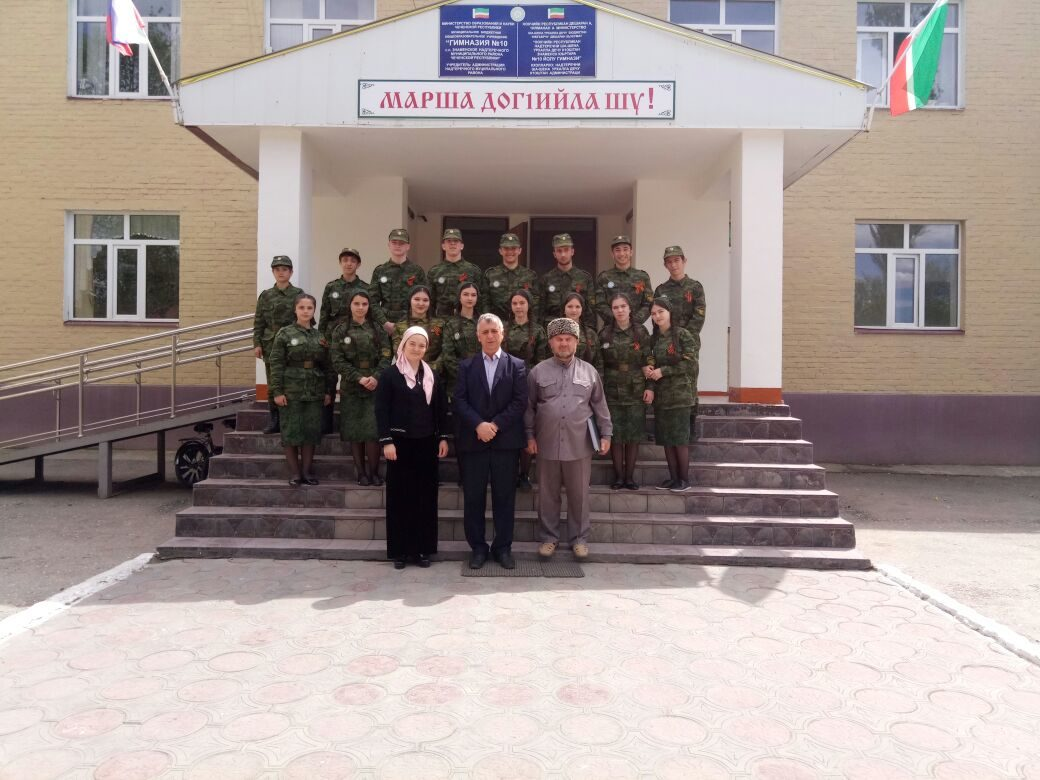
Grammatikskola №10 Znamenskoe
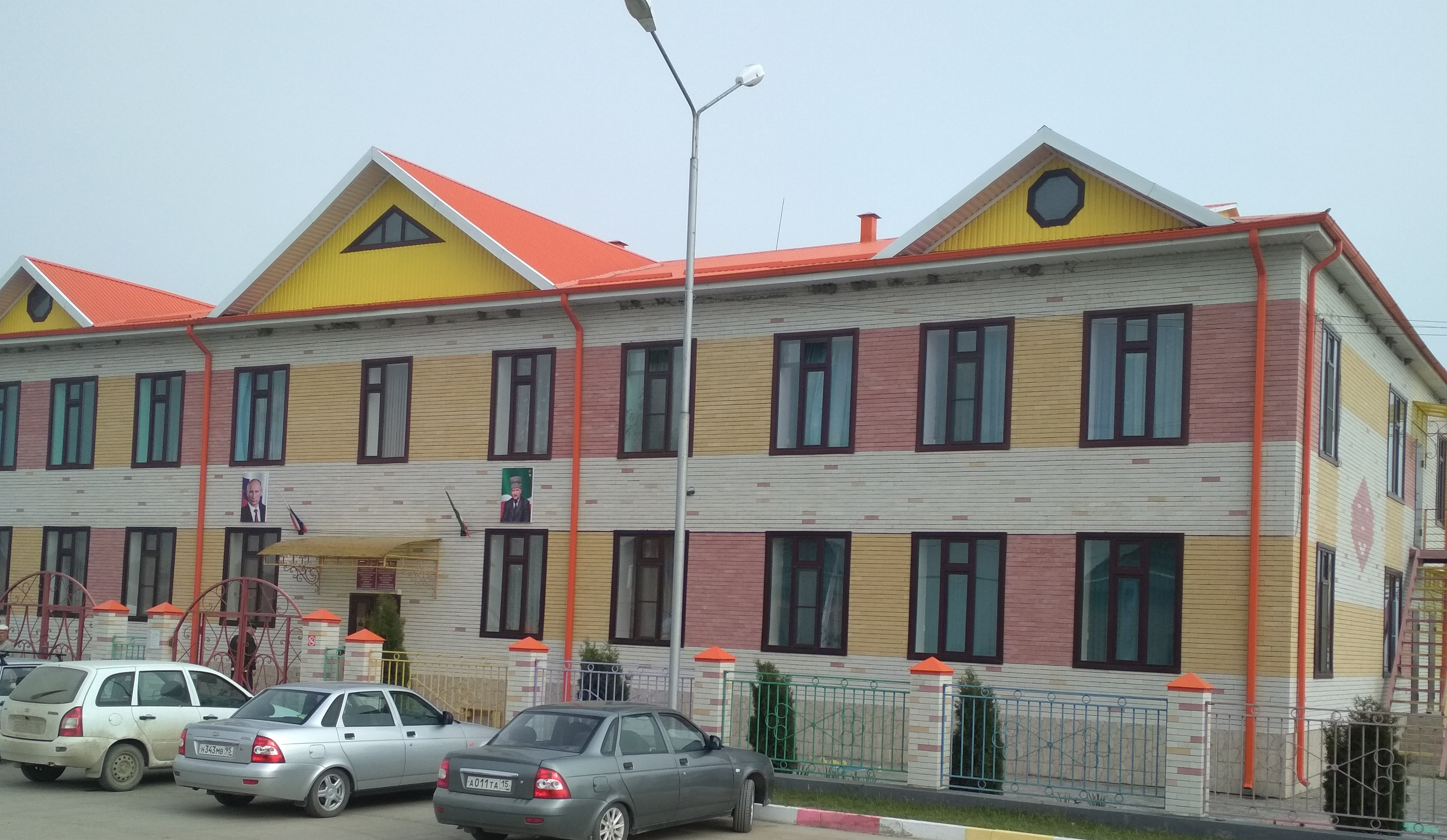
Barnehagen "Teremok" i Znamenskoye
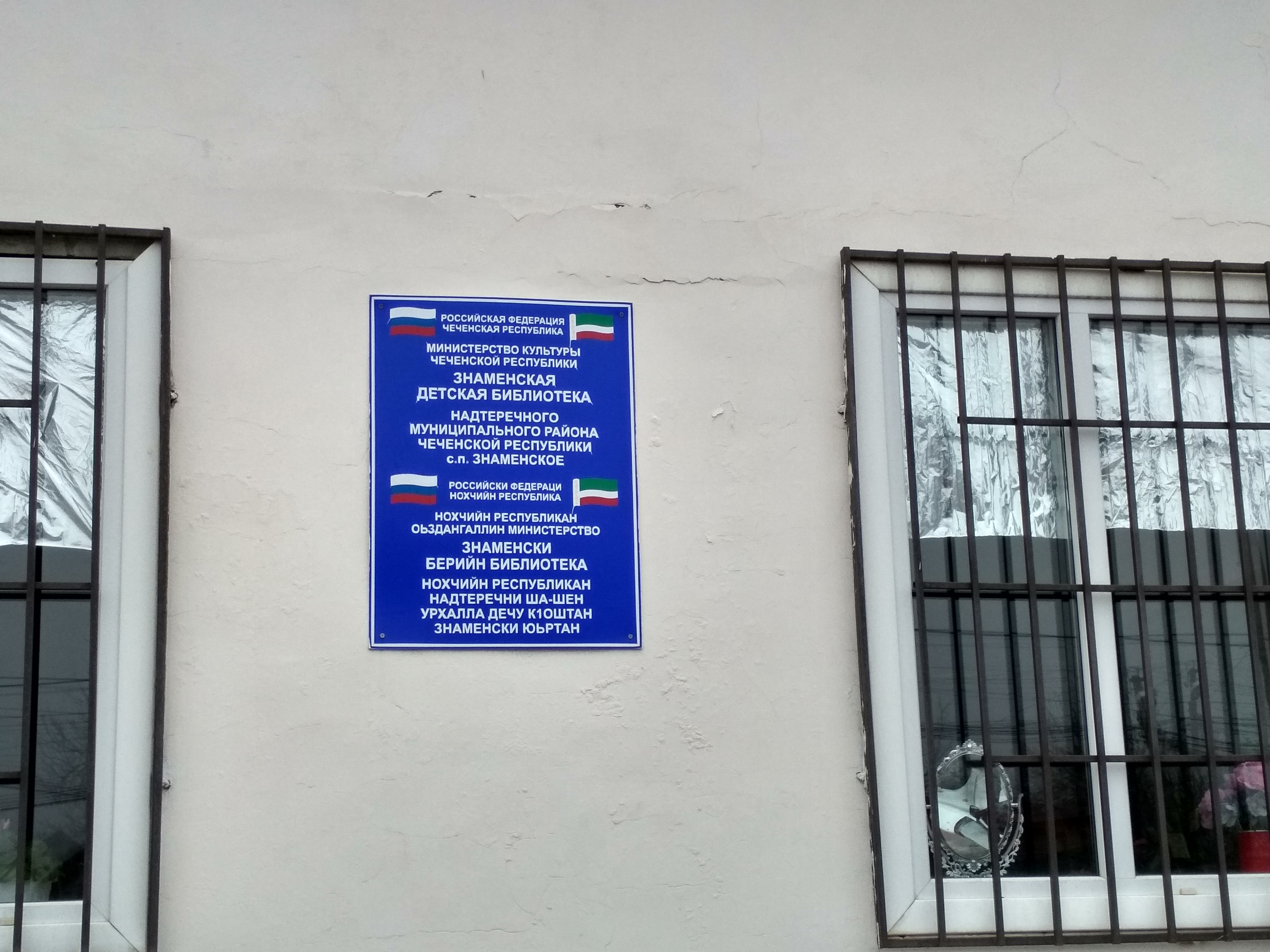
Barnbibliotek
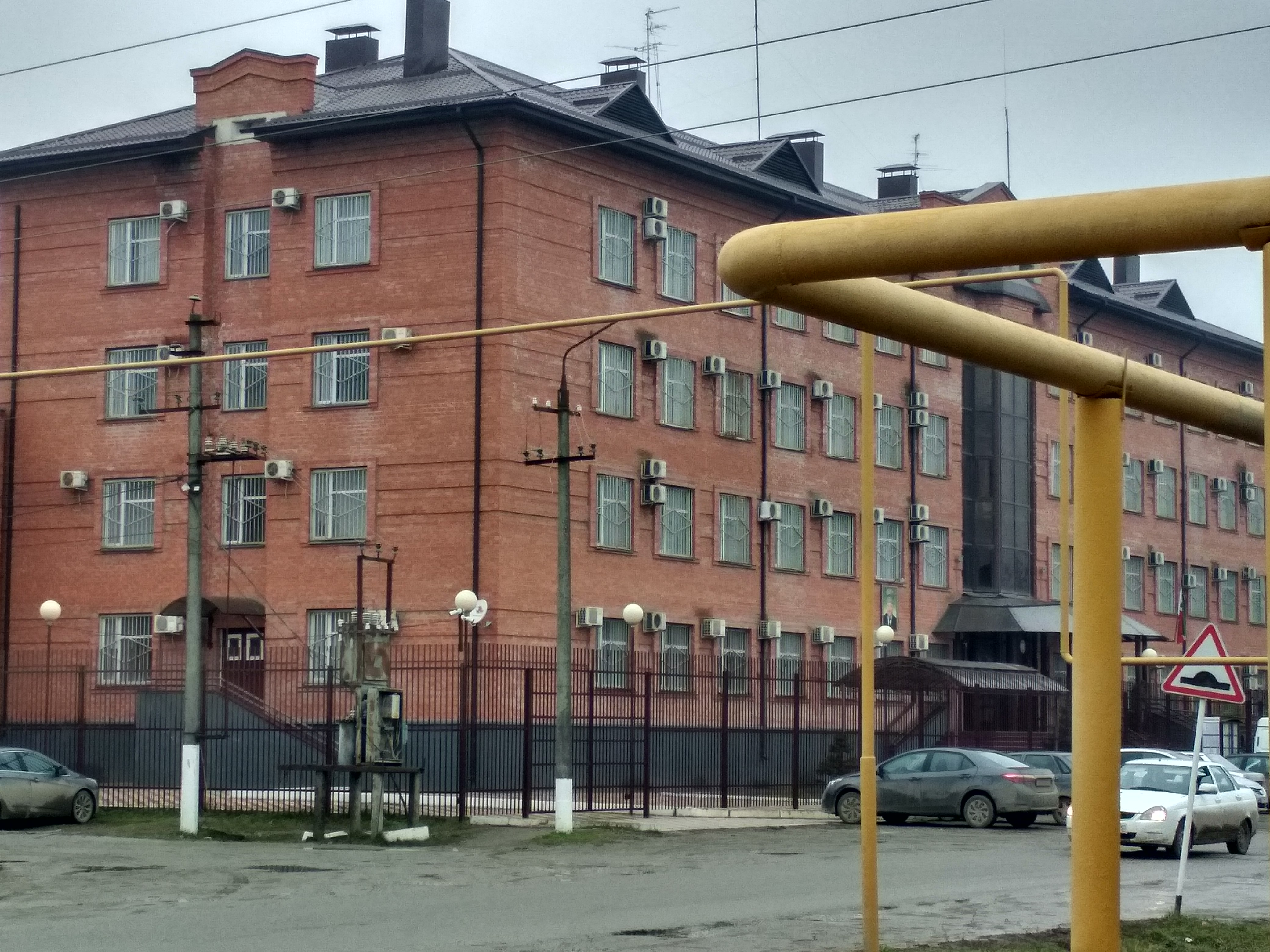
Polisbyggnad Nadterechny-distriktet
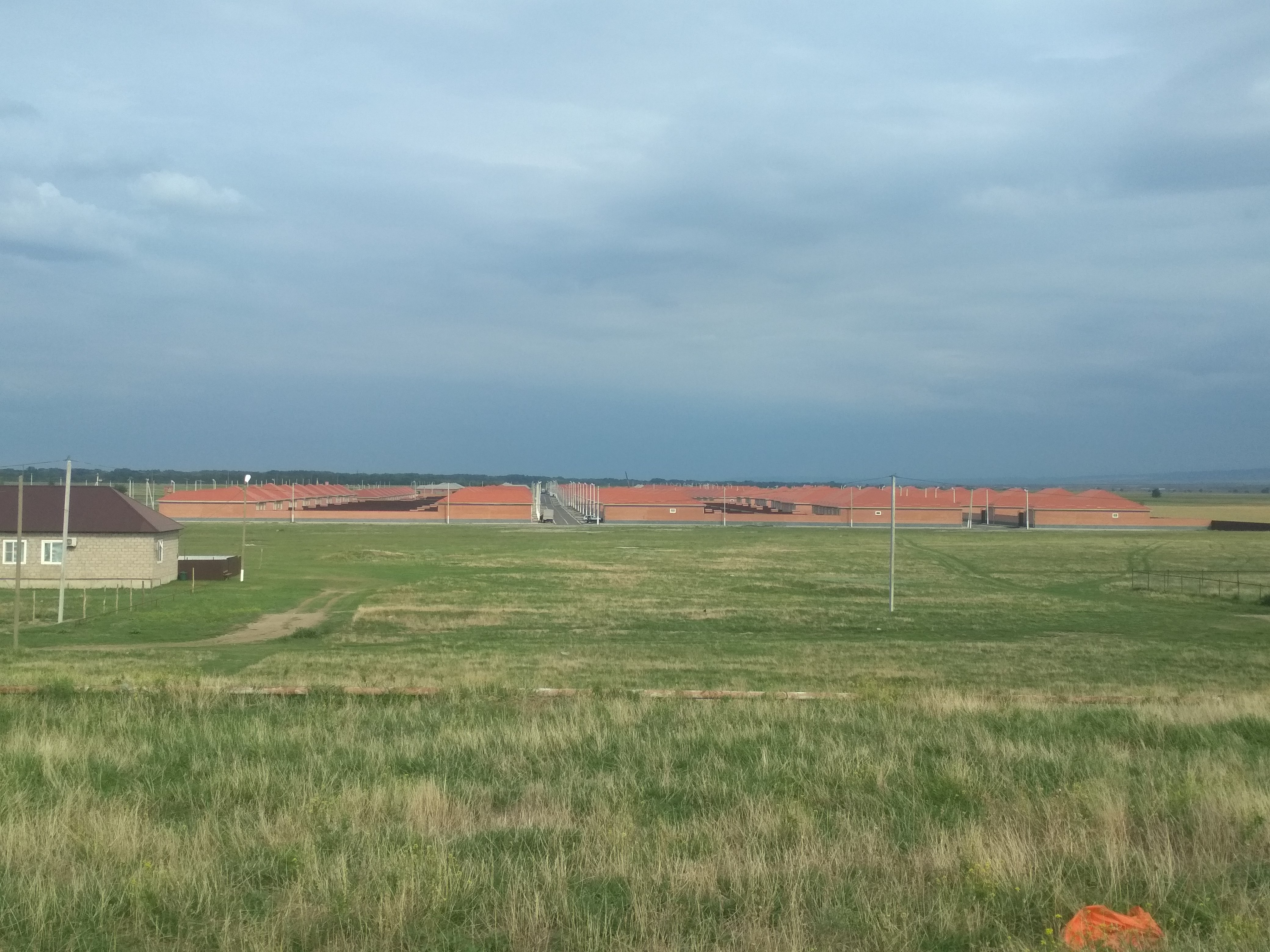
Kadyrov mikrodistrikt i Znamenskoye
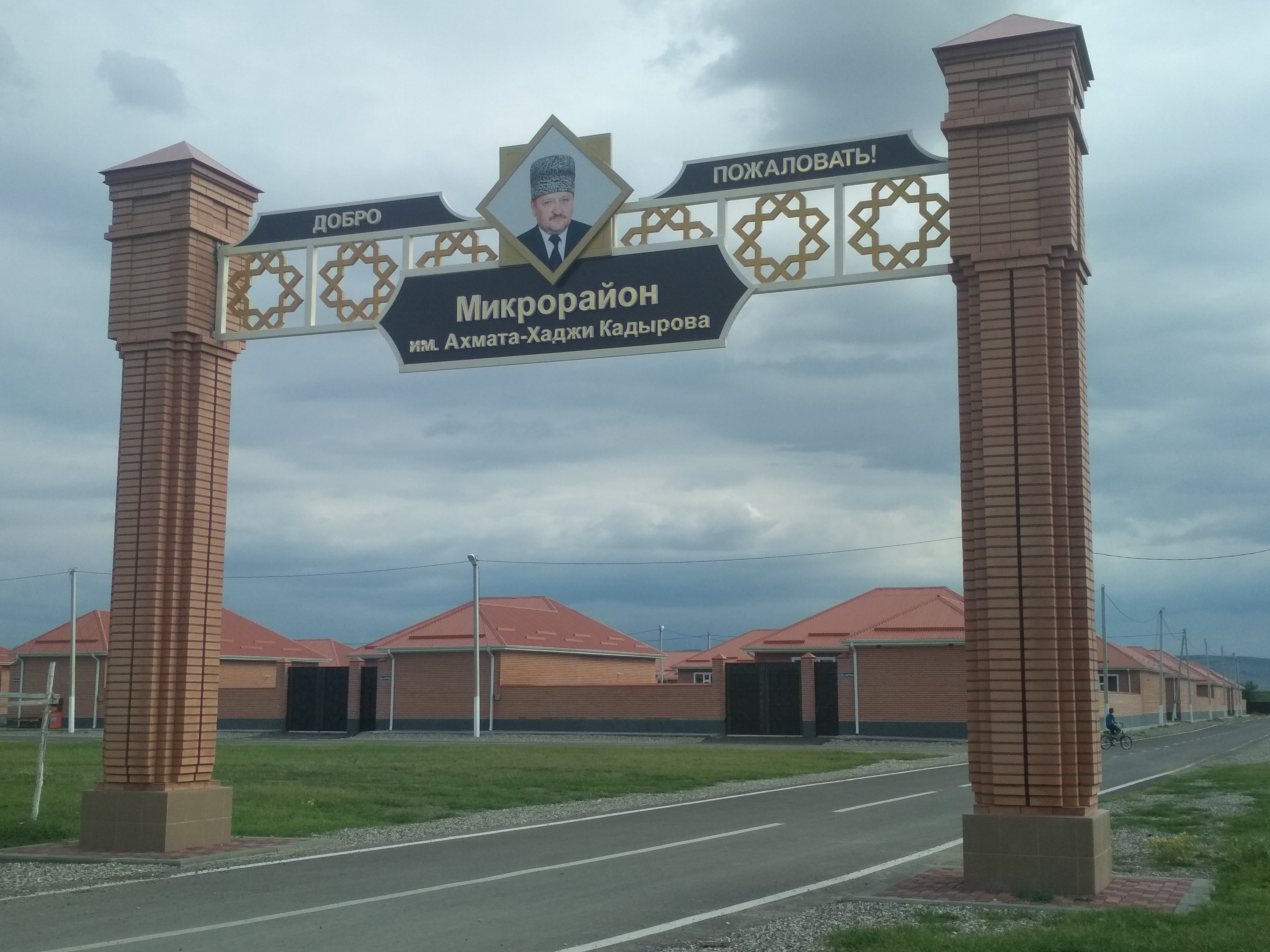
Ingångsbåge i Znamensky mikrodistrikt